# Katie McGrath
Katherine Elizabeth "Katie" McGrath (Ashford, Írország, 1983. január 3. –) ír színésznő és modell. 
Ismertebb szerepei közé tartozik Morgana a Merlin kalandjai, Lena Luthor a Supergirl című sorozatból, valamint Zara Young a 2015-ös Jurassic World című kalandfilmből.

## Fiatalkora
1983-ban született az ír Ashford községben, itt is nőtt fel két testvérével, Roryval és Shaunnal. A St. Andrews College-ban tanult, majd a Trinity College-ban diplomázott le történelem szakon. Ezután az Image magazinnál lett divatújságíró, majd a Tudorok televíziós sorozatban vállalt kellékesi feladatot.

## Pályafutása
2007-ben, a Tudorok forgatásán indult karrierje, miután azt tanácsolták, hogy próbálja ki a filmezést. Előbb sorozatokban kapott szerepeket, majd mozifilmekben is láthatta a közönség, legutóbb a Jurassic World című filmben, ahol Zara Young szerepét kapta meg.
A filmezés mellett modellként is tevékenykedik.

## Filmográfia

### Film
| Év   | Magyar cím                       | Eredeti cím                            | Szerep                   | Magyar hang        |
| ---- | -------------------------------- | -------------------------------------- | ------------------------ | ------------------ |
| 2007 |                                  | Pebble (rövidfilm)                     | Tara                     |                    |
| 2011 | W.E. – Országomat egy nőért      | W.E.                                   | Lady Thelma              | Mezei Kitty        |
| 2012 |                                  | Tríd an Stoirm                         | Alice / Banshee (hangja) |                    |
| 2014 |                                  | Leading Lady                           | Jodi Rutherford          |                    |
| 2015 | Jurassic World                   | Jurassic World                         | Zara Young               | Bogdányi Titanilla |
| 2015 | The Throwaways                   | The Throwaways                         | Gloria Miller            | Pálmai Anna        |
| 2017 | Arthur király – A kard legendája | Knights of the Roundtable: King Arthur | Elsa                     | Sallai Nóra        |
| 2018 |                                  | Buttons: A Christmas Tale              | Katherine Wentworth      |                    |

### Televízió

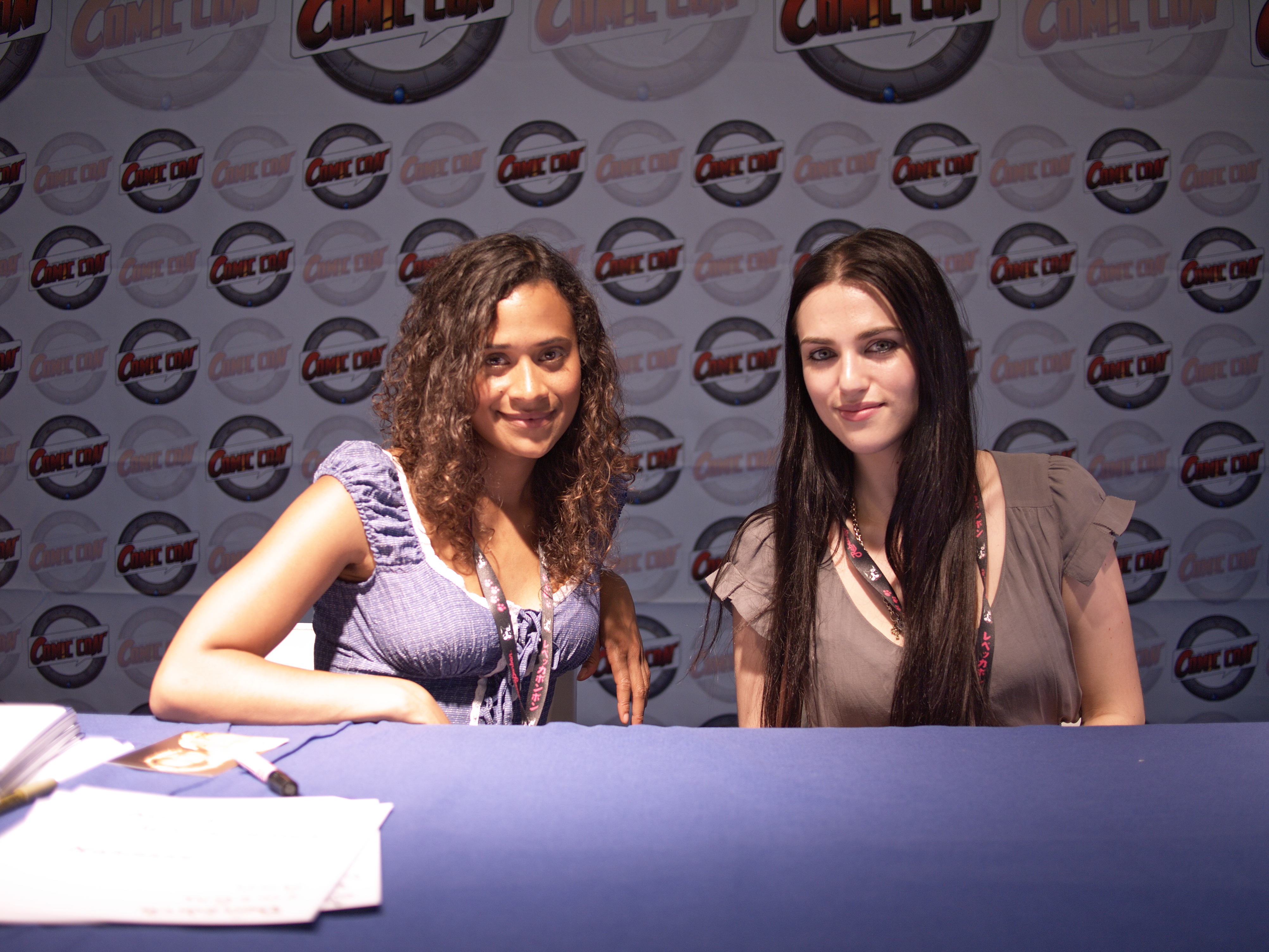
Angel Coulby és Katie McGrath

| Év        | Magyar cím                         | Eredeti cím                                  | Szerep               | Megjegyzések                                                |
| --------- | ---------------------------------- | -------------------------------------------- | -------------------- | ----------------------------------------------------------- |
| 2007      |                                    | Damage                                       | Rachel               | tévéfilm                                                    |
| 2008      |                                    | Eden                                         | Trisha               | tévéfilm                                                    |
| 2008      | Tudorok                            | Tudors                                       | Bess                 | 1 epizód                                                    |
| 2008      |                                    | Freakdog                                     | Harriet Chambers     | tévéfilm                                                    |
| 2008      |                                    | The Roaring Twenties                         | Vixen                | minisorozat                                                 |
| 2011      | Karácsony a kastélyban             | A Princess for Christmas                     | Jules Daly           | - tévéfilm - magyar hangja: - Csondor Kata - Németh Borbála |
| 2008–2012 | Merlin kalandjai                   | Merlin                                       | Morgana Pendragon    | főszereplő                                                  |
| 2009      |                                    | The Queen                                    | Margit hercegnő      | 1 epizód                                                    |
| 2012      |                                    | Labyrinth                                    | Oriane Congost       | minisorozat (2 epizód)                                      |
| 2013      |                                    | Dates                                        | Kate Foster          | 1 epizód                                                    |
| 2013–2014 | Drakula                            | Dracula                                      | Lucy Westenra        | főszereplő                                                  |
| 2016      |                                    | Slasher                                      | Sarah Bennett        | főszereplő (1. évad)                                        |
| 2016–2017 | Az északi határvidék               | Frontier                                     | Elizabeth Carruthers | visszatérő szereplő (1-2. évad)                             |
| 2016–2021 | Supergirl                          | Supergirl                                    | Lena Luthor          | visszatérő- és főszereplő                                   |
| 2019      |                                    | Secret Bridesmaids' Business                 | Saskia de Merindol   | főszereplő                                                  |
| 2023      | A Continental: John Wick világából | The Continental: From the World of John Wick | A Bíró               | minisorozat (3 epizód)                                      |
| 2025      |                                    | The Ex-Wife                                  | Jen                  | főszerep (2. évad) Janet Montgomery szerepét vette át       |

### Videóklipek
| Év   | Előadó | Cím       | Szerep |
| ---- | ------ | --------- | ------ |
| 2014 | Hozier | From Eden | lány   |

## Fordítás
- Ez a szócikk részben vagy egészben  a   Katie McGrath című angol Wikipédia-szócikk ezen változatának fordításán alapul.  Az eredeti cikk szerkesztőit annak laptörténete sorolja fel. Ez a jelzés csupán a megfogalmazás eredetét és a szerzői jogokat jelzi, nem szolgál a cikkben szereplő információk forrásmegjelöléseként.